# デジタルジュークボックス

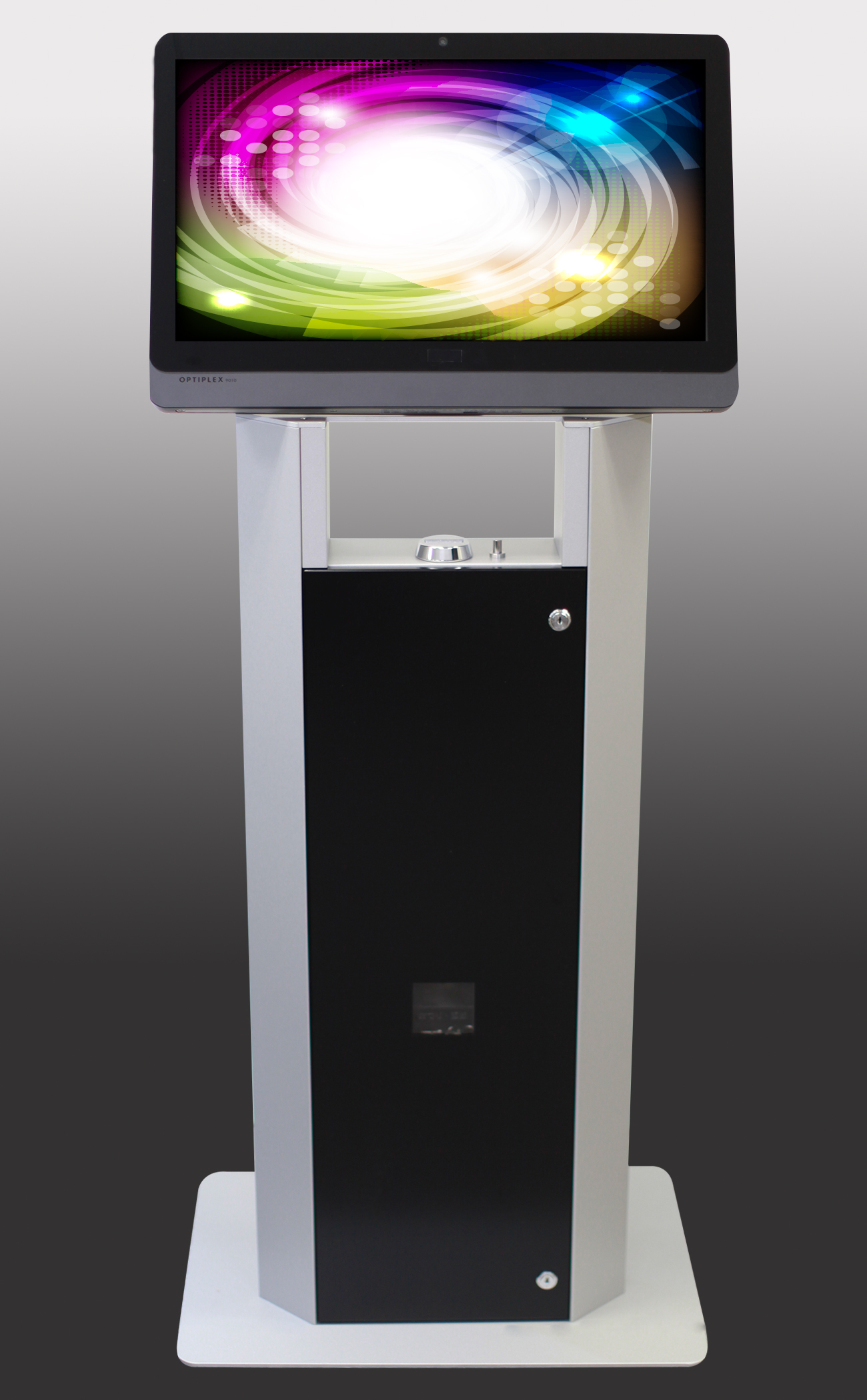
デジタルジュークボックス(新JUQUest) ：
（株）ソニー・ミュージックコミュニケーションズ開発
2013年夏レンタル開始

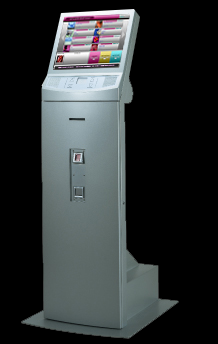
デジタルジュークボックス(旧JUQUest) ：
（株）ソニー・ミュージックコミュニケーションズ開発

デジタルジュークボックス (digital juke box) とは自動販売機（自動サービス機）の一種で、アナログのジュークボックスよりも多くの楽曲（数千から数万曲程度）をインターネット経由で音楽をストリーミング再生できる機械である。硬貨を投入することで任意の音楽を演奏させ楽しむものである。
最近では、音楽演奏だけでなくフルHD画像のビデオクリップを別画面に表示する機能も備えている。